# Monero
Monero（モネロ）は、Peer to Peer型の暗号通貨である。

## 概要
- CryptoNoteプロトコルを採用したプルーフ・オブ・ワーク に基づくブロックチェーンを利用した暗号通貨である。"monero" は、エスペラント語で硬貨やコインを意味する。
- 特徴としてはプライバシーの機能が優れているオルトコインの一つである。

## 秘匿性

リング署名による送金の図解。

Moneroのブロックチェーンは3つの方法を組み合わせて匿名性を提供する。リング署名は送金者の情報を他の取引の中にまぎれさせて分からなくする。そしてステルスアドレスは受取人のアドレスを隠す。さらにリングCT（Confidential Transactions〈秘密取引〉）により決済金額を秘匿する。これらにより、Moneroは非透過なブロックチェーンを実現している。これがビットコインの透過的で追跡可能なブロックチェーンとの大きな違いである。それゆえMoneroは「匿名であり、任意で透過的になれる」とされる。
Moneroの鍵は「閲覧用」と「送金用」があり、それぞれに秘密鍵と公開鍵がある（計4つ）。閲覧用鍵のみでも決済履歴を参照することができる。ただし正確な決済履歴の金額を見るには送金用鍵が必要で、閲覧用鍵で見られるのは大まかな概算のみである。これは計算能力の限られた携帯機器にも対応するためである。

## 日本国内
日本ではCoincheckで2016年9月23日より取り扱いが開始されたが、2018年6月18日に「資金洗浄に対する懸念」を理由に取り扱いが廃止された。